# Обревко Володимир Володимирович
Володимир Володимирович Обревко (13 грудня 1936, місто Харків, тепер Харківської області — 6 серпня 1985, місто Харків) — український радянський партійний діяч, голова Харківського міськвиконкому. Депутат Верховної Ради УРСР 11-го скликання у 1985 році.

## Біографія
Народився в родині військовослужбовця.
У 1959 році закінчив Харківський політехнічний інститут імені Леніна.
У 1959—1968 роках — помічник майстра, змінний майстер паротурбінного цеху, заступник начальника випробувальної станції, начальник складального відділення парових і газових турбін, заступник начальника відділу технічного контролю з експорту Харківського турбінного заводу імені Кірова.
Член КПРС з 1962 року.
У 1968—1975 роках — заступник секретаря, секретар партійного комітету Харківського турбінного заводу імені Кірова.
У 1975—1977 роках — завідувач промислово-транспортного відділу Харківського міського комітету КПУ.
У березні 1977 — грудні 1984 року — заступник голови виконавчого комітету Харківської міської ради народних депутатів.
У 1981 році закінчив Вищу партійну школу при ЦК КПУ.
У грудні 1984 — серпні 1985 року — голова виконавчого комітету Харківської міської ради народних депутатів.

## Нагороди
- орден Трудового Червоного Прапора
- орден Дружби народів
- медалі
- Почесна грамота Президії Верховної Ради Української РСР
- грамота Президії Верховної Ради Таджицької РСР